# Wanghu (köpinghuvudort i Kina, Liaoning Sheng, lat 41,03, long 120,94)
Wanghu (kinesiska: 网户, 金星镇) är en köpinghuvudort i Kina. Den ligger i provinsen Liaoning, i den nordöstra delen av landet, omkring 220 kilometer sydväst om provinshuvudstaden Shenyang. Antalet invånare är 28 041. Befolkningen består av 13 842 kvinnor och 14 199 män. Barn under 15 år utgör 13,0 %, vuxna 15-64 år 76 %, och äldre över 65 år 10,0 %.
Runt Wanghu är det tätbefolkat, med 427 invånare per kvadratkilometer. Närmaste större samhälle är Jinzhou, 18,5 km öster om Wanghu. Trakten runt Wanghu består till största delen av jordbruksmark.
Genomsnittlig årsnederbörd är 723 millimeter. Den regnigaste månaden är juli, med i genomsnitt 177 mm nederbörd, och den torraste är februari, med 4 mm nederbörd.